# 마르텐시우스
마르텐시우스(학명:Martensius bromackerensis)는 도마뱀목 카세아과에 속하는 도마뱀이다. 지금은 멸종된 종으로서 전체적인 몸길이가 1.5~2m인 중대형의 몸집을 가진 도마뱀이다.

## 특징
마르텐시우스는 독일 페름기 초기 카제이드 시냅시드의 멸종된 속이다. 모식종은 마르텐시우스 브로마케렌시스이다. 마르텐시우스는 친척들과 마찬가지로 카세아과의 도마뱀들의 공통적인 특징인 잘 발달된 앞다리와 뒷다리를 가지고 있으며 이는 육상에서 빠른 달리기를 가능하게 하여서 이를 통해 먹이를 사냥하거나 천적을 따돌리는 데에도 매우 요긴하게 쓰였을 것으로 보인다. 또한 양턱에는 총 10~15개의 톱니 모양의 이빨을 가지고 있다. 먹이로는 당대에 서식했었던 곤충, 절지동물, 무척추동물과 같은 육식성의 먹이와 식물의 잎, 열매, 씨앗과 같은 초식성의 먹이를 모두 섭식했을 잡식성의 도마뱀으로 추정되는 종이다.

## 생존시기와 서식지와 화석의 발견
마르텐시우스가 생존했었던 시기는 고생대의 페름기로서 지금으로부터 2억 9000만년전~2억 4500만년전에 생존했었던 종이다. 생존했었던 시기에는 유럽을 중심으로 하여 당시에 존재했었던 초원, 산림 등에서 주로 서식했었던 도마뱀이다. 화석의 발견은 2020년에 유럽의 페름기에 형성된 지층에서 유럽의 고생물학자들에 의하여 처음으로 화석이 발견되어 새롭게 명명된 종이다.

## 같이 보기
- 파충류
- 고생대
- 페름기
- 도마뱀
- 화석